# 新加坡国立大学

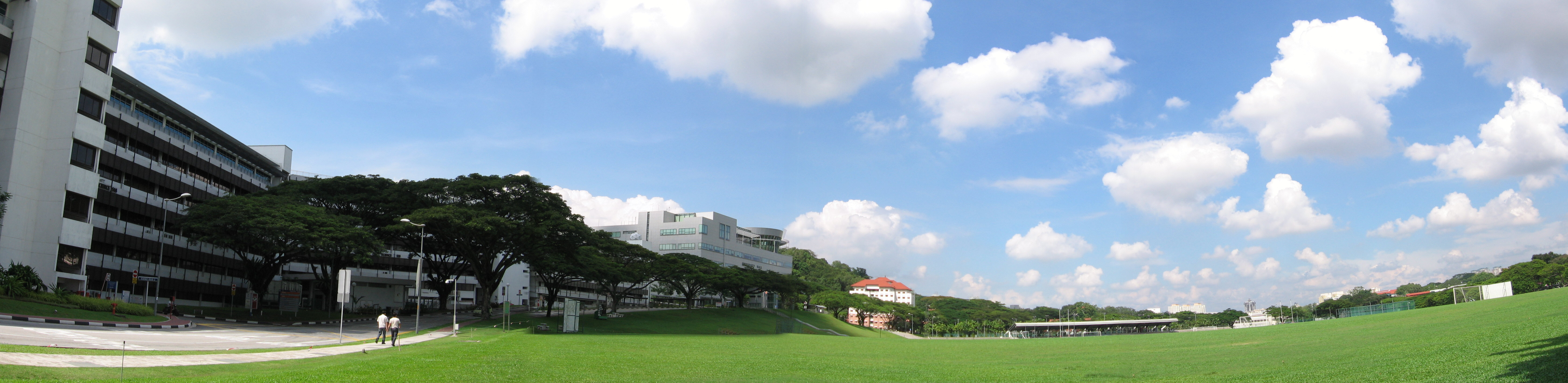
新加坡国立大学

新加坡国立大学（英語：National University of Singapore），简称国大或新国大，是新加坡的第一所高等学府，也是世界级顶尖學府，其前身是一所成立于1905年的海峡殖民地医学学校。發展至今，新加坡国立大学已是一所共有16个学院的综合型研究大学。截至2026年，新加坡国立大学在QS世界大学排名为世界第8名、泰晤士高等教育世界大學排名為世界第17名、美國新聞與世界報導為世界第20名、世界大學學術排名為世界第68名。

## 校园
新加坡国立大学主校园位于肯特岗（Kent Ridge），位于新加坡西南部，离市中心12公里，距东郊樟宜机场30分钟车程，為凹凸不平的丘陵地形，校內以免費公車為主要交通方式。校园北界是亚逸拉惹高速公路（AYE），南界为巴西班让路（Pasir Panjang Rd），西临金文泰路（Clementi Rd），东濒南波那维斯达路（South Buona Vista Rd）。校区占地150公顷，前身是殖民地时代英军驻新加坡巴西班让（Pasir Panjang）空军基地。校区被肯特岗大致分为前后两部分，前部为学区，行政楼，和康乐设施；后部主要是研究所和学生公寓。校園內，任意兩棟建築物間可以透過走廊、空橋連接，無需離開遮蔽物。校区毗邻新加坡科学园（Singapore Science Park），新加坡科技研究局和国立大学医院，科研条件十分便利。校区南临巴西班让集装箱港口，可以俯瞰港区风光。
武吉知马校區坐落在武吉知马的原教育学院院址，2006年9月法學院和李光耀公共政策学院遷回該校區，與主校區之间有免費内部专线巴士联系。
新加坡国立大学的第三个校园位于欧南园，是2007年由美国杜克大学和新加坡国立大学联合创办的杜克-国大医学研究生学院（Duke-NUS Graduate Medical School），毗邻新加坡中央医院。

## 事件

### 陈春华学术造假
据报道，国立大学客座教授陈春华（英文：Chen Chun Hua）在被指控学术造假后被国立大学商学院调查。在那之后，该大学在其官方网站上删除了她的个人资料。据报道，来自北京大学的陈春华，据称拥有欧洲一所虚假大学的学位，并假装是华为公司的“军事顾问”。在华为发表公开声明驳斥她与公司及其创始人任正非的关系后，她的学历开始受到关注。陈春华在新华都商学院网站上的职业传记列出了她2001年获得“爱尔兰欧洲大学（英文：European University of Ireland）”工商管理博士学位。新加坡新闻媒体TODAY报道称，找不到“爱尔兰欧洲大学”的官方网站。英国《泰晤士高等教育》杂志也报道称，爱尔兰教育部此前曾对“爱尔兰欧洲大学”进行过调查。

## 校史
- 1905年，七州府医学堂[註 1][註 2]成立。
- 1912年，该校改名为英皇爱德华七世医学院。
- 1928年，莱佛士学院成立。
- 1949年，英皇爱德华七世医学院与莱佛士学院合并为马来亚大学。
- 1955年，新加坡华人社团组织创立了南洋大学。
- 1962年，马来亚大学位于新加坡的校区独立为新加坡大学。
- 1980年，新加坡大学和南洋大学合并，校名定为新加坡国立大学。

### 百年校庆
2005年，新加坡国立大学迎来她的百岁生日暨新加坡大学教育一百周年。国大百年校庆的口号是“思想任驰骋，生活显姿彩”（"Unleashing Minds, Transforming Lives"）。为庆祝百年校庆，新加坡国立大学和新加坡邮政于2005年4月20日联合发行了首日封和纪念邮票。

## 学科院系

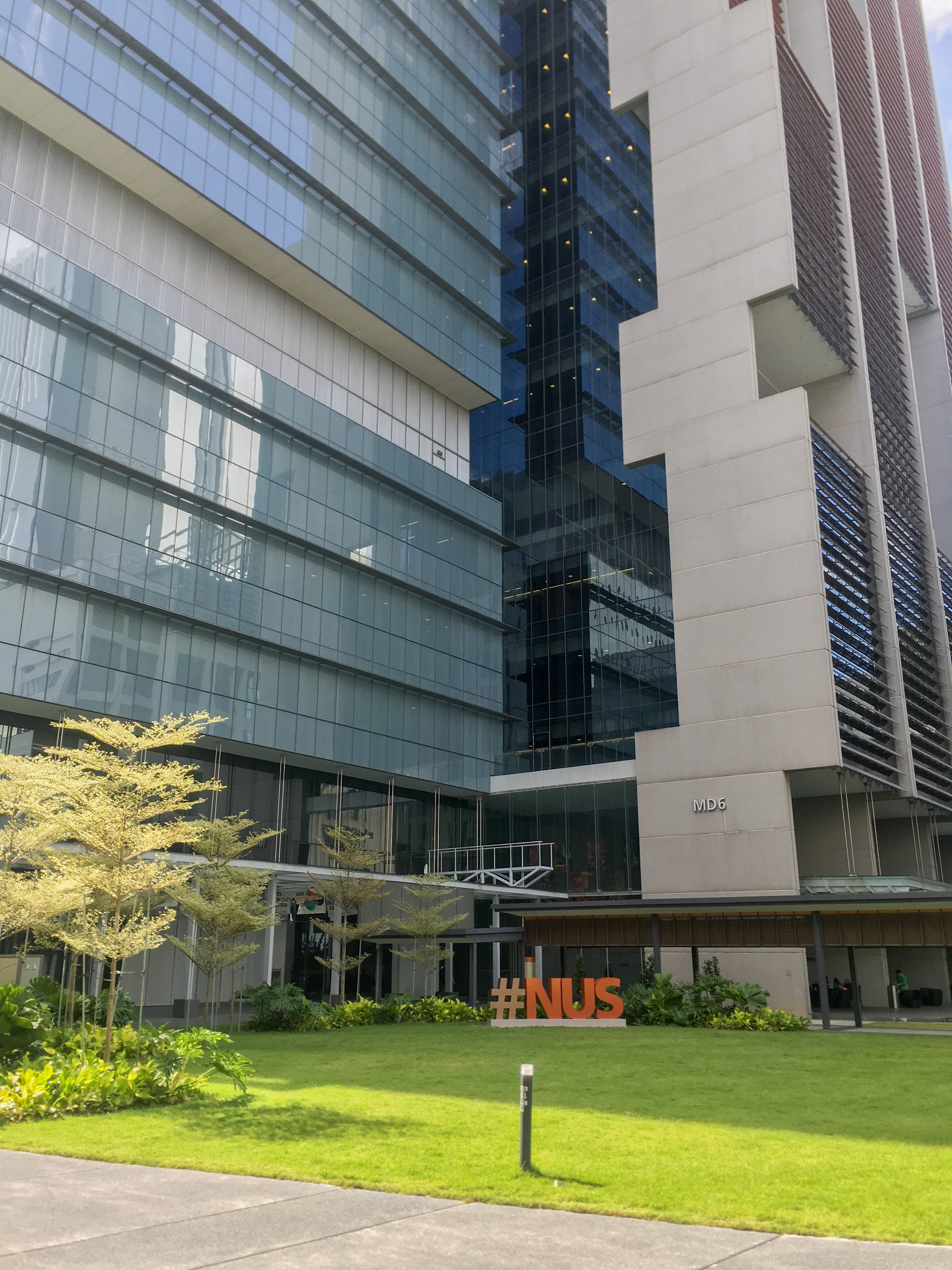
杨潞龄医学院

新加坡国立大学学科门类齐全，设有人文和社会科学、理学、工学、商学、法学、建筑学、电脑学、牙医学、杨潞龄医学院和杨秀桃音乐学院。另有李光耀公共政策学院，东亚研究所等研究机构。校园内还分布着淡马锡生命科学研究所（TLL）和属于新加坡科技研究局的数据存储研究所（DSI）、信息研究所（I2R）、材料研究和工程研究所（IMRE）、分子细胞生物研究所（IMCB）、量子科技中心（CQT）等高级研究机构。
新加坡国大共有16所学院，以及3所研究院：
1. 文学暨社会科学院
2. 法律学院
3. 商学院
4. 理学院
5. 量子科技中心
6. 工程学院
7. 计算机学院
8. 设计与环境学院
9. 牙科学院
10. 杨潞龄医学院
11. 杨秀桃音乐学院
12. 陈爱礼护理学中心
13. 苏瑞福公共卫生学院
14. 国大博学计划
15. 雅丽国大书院
16. 李光耀公共政策学院
17. 国大综合科学及工程研究生院
18. 杜克-国大医学研究生学院
19. 系统科学学院

其中文学暨社会科学院和理学院从2021年起整合为人文与理学院，统一招生，但两所学院仍维持独立运作。工程学院和设计与环境学院则从2022年起合并成设计与工程学院。

### 設計與工程學院
跨學科的設計與工程學院（英語：College of Design and Engineering，簡稱 CDE）於2021年成立，整合了兩個原有的學院：設計與環境學院（英語：School of Design and Environment，簡稱 SDE）與工程學院（英語：Faculty of Engineering，簡稱 FoE）。
設計與環境學院下設三個系所：建築系、建築環境系，以及工業設計組。工程學院則成立於1968年，是大學中規模最大的學院，涵蓋多個工程領域的系所。

## 资源服务

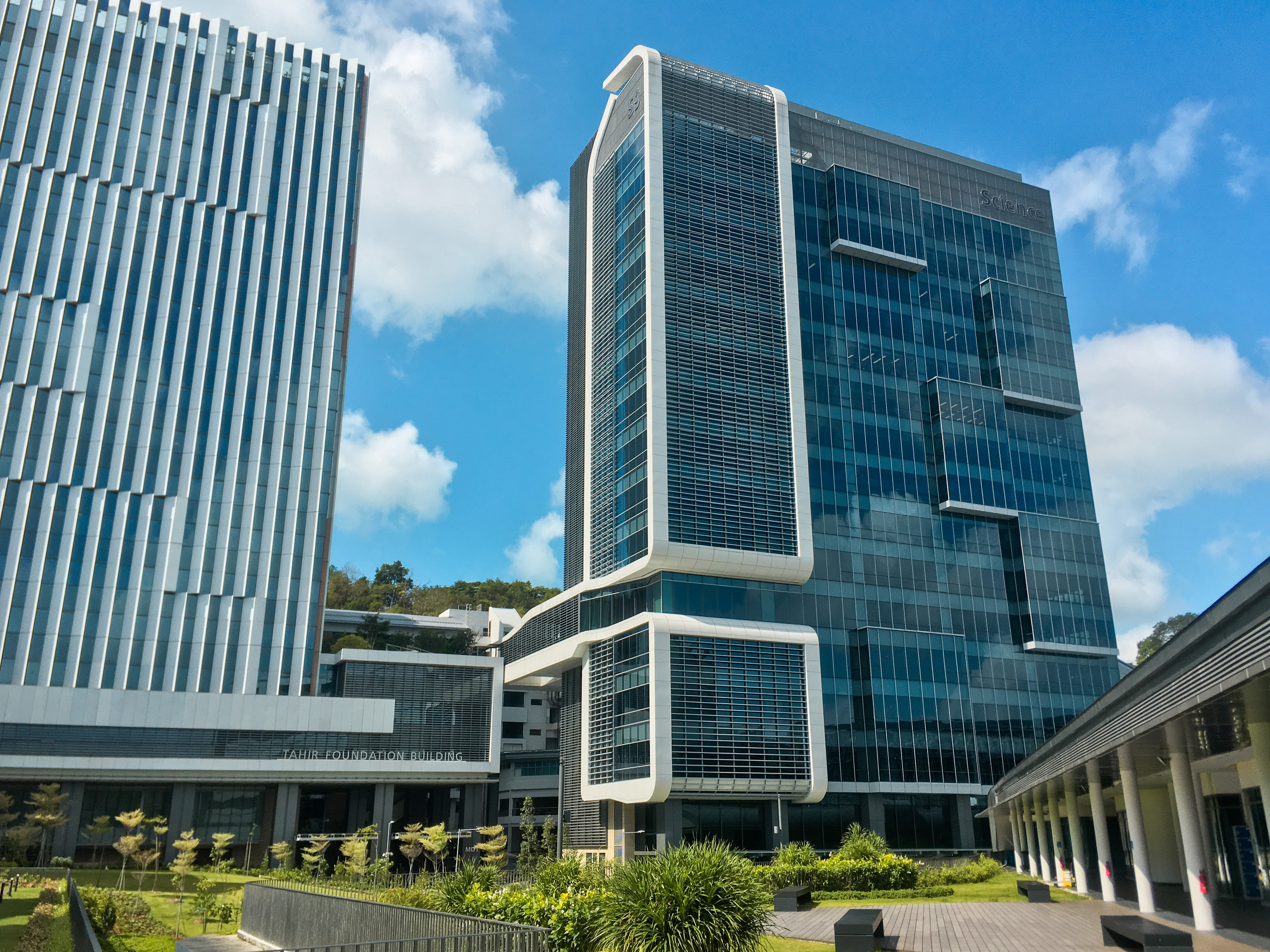
理学院 (Faculty of Science)

- 国大校园内有四通八达互联网，主干速度可达每秒24GB。35,000个有线网络插口和400个无线网络发射器。
- 国大的总图书馆、中文图书馆、医学图书馆、科学图书馆、许春裕法律图书馆、韩瑞生纪念图书馆、音乐图书馆和耶鲁—国大学院图书馆，共计1,228,130册图书，拥有62345个会员，年外借122万册次（2004年6月）。

## 新加坡國立大學圖書館
新加坡國立大學共有七個圖書館，分別為總圖書館、雲茂潮中文圖書館、醫藥與科學圖書館、許春裕法律圖書館、韓瑞生紀念圖書館、音樂圖書館和耶魯—國大學院圖書館，共計300萬冊書書籍（2024年）。
總圖書館館藏包括新馬文獻資料、善本書庫及學校出版刊物。
雲茂潮中文圖書館館藏主要以配合中文系及日文系教學和研究為目標，除收集中日文文獻資料外，還珍藏海外華人的文獻資料及明清時代的善本及手稿等。
韓瑞生紀念圖書館的館藏主要配合國大管理學院的教學與研究。以商業管理、財務方面的文獻資料為主。
許春裕法律圖書館的館藏主要包括新加坡、馬來西亞、汶萊、英格蘭等國家和地區法律方面的文獻資料，其中國際公法及國際貿易法的收藏尤其豐富，主要支持與配合法律學院的教學與研究。
醫藥與科學圖書館的館藏主要以牙科、醫學、護理、藥學、生物和生命科學、化學、數學、統計學和應用機率、材料科學和物理學為主。
音樂圖書館館藏為西方藝術音樂傳統的印刷和電子材料，包括樂譜、CD 和 DVD 作品，圖書館設有最先進的收聽和多媒體觀看站以及電腦。此外圖書館內還配有小型電子鋼琴，方便音樂學院的學生和研究人員使用。

## 住宿
现在目前有大约六千个宿位分布在学校公寓以及学生宿舍。除此之外，每天都有免费的穿梭巴士服务让学生们快速地到达他们的教室和演讲厅。
学校公寓以及学生宿舍分别有单或双人房让学生们任选。几乎所有的房间已装备了床，衣柜，书桌，书柜和风扇，还有一些房间具有个人厕所和冷气。除此之外，每个房间也有电话，电视和网络的插座。每一个宿舍里都配备了有洗衣机和干燥机的洗衣房。

### 学生宿舍
新加坡国立大学目前有六个学生宿舍分布在学校内，分别为：
- 尤索夫宿舍（Eusoff Hall；前身为1958年成立的尤索夫女学院[註 3]；1988年改制；345单人房；70双人房）
- 肯特岗宿舍（Kent Ridge Hall；1980年成立；507单人房）
- 英王爱德华七世宿舍（King Edward VII Hall；1957年成立；1988年迁往现址；350单人房；60双人房）
- 莱佛士宿舍（Raffles Hall；1958年成立；1983年迁往现址；213单人房；128双人房）
- 薛尔思宿舍（Sheares Hall；前身为1952年成立的杜尼安律宿舍；1982年改名；509单人房）
- 淡马锡宿舍（Temasek Hall；1988年成立；345单人房；70双人房）

### 学校公寓
新加坡国立大学也有三个单独的学校公寓：
- Prince George's Park Residences（2,854单人房）
- Ridge View Residences（593单人房；72双人房）
- Kuok Foundation House（203单人房）

每层楼被分割成11至15个单人间或双人间，月租價格約一千新幣，多数房间不配备空调。每层的厨房和卫生间为公用，厨房中配有基本的用品、厨具和冰箱。每个学校公寓都有由大三和大四的学生、部分教授和专职管理人员共同组织的委员会，定期组织课外活动，并来协助需要帮助的学生。

## 大学城

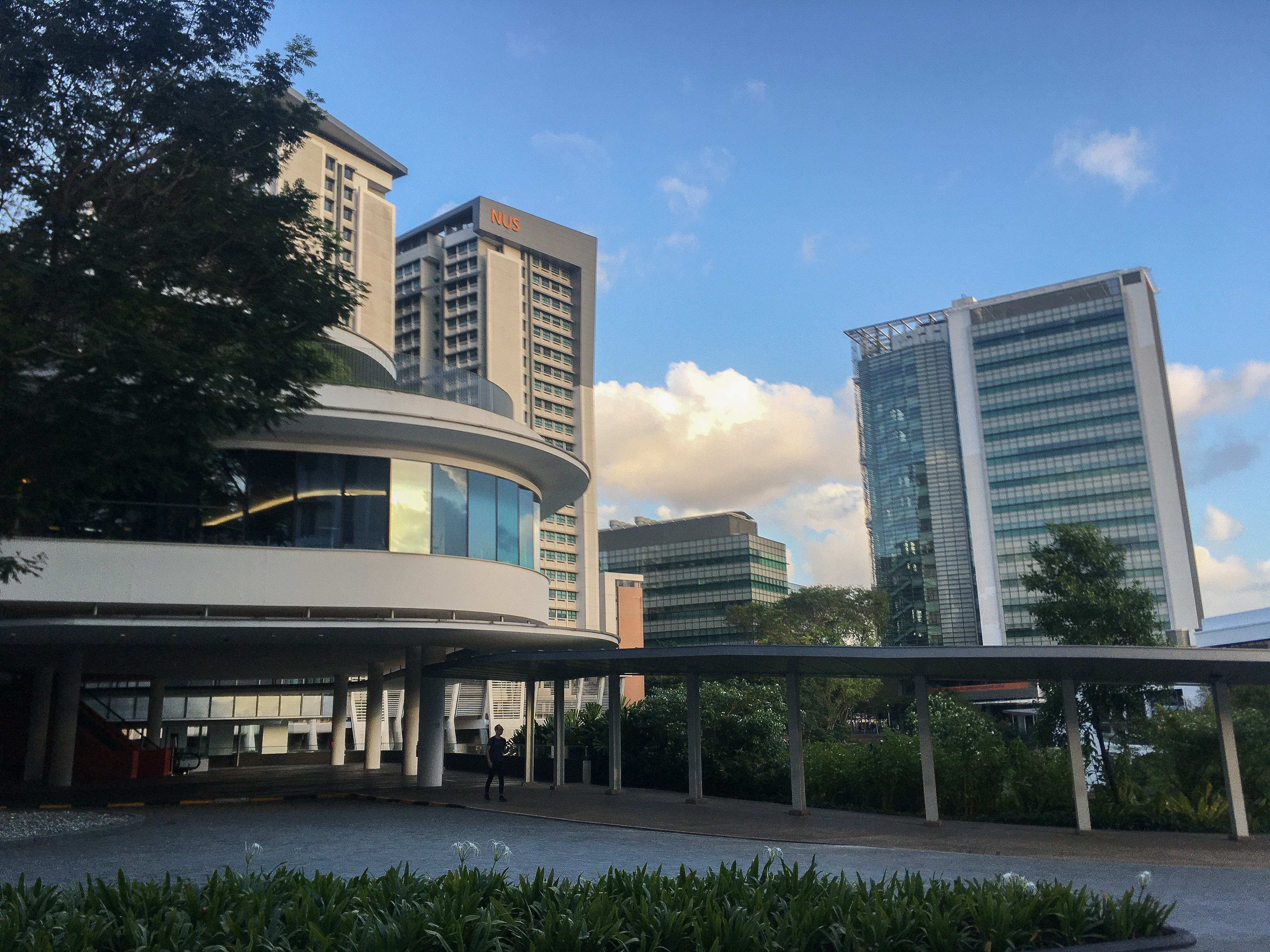
大学城 (University Town)

2011年8月，新加坡国立大学正式开放大学城（University Town）。大学城提供教学和生活双重设施，供约2400位本科生、1700位研究生和1000位研究学者居住与学术研究。大学城的学院共有五座。除了研究生学院（Graduate College），其他四座学院的名字以新加坡本地植物名和人名命名，分别为桂树（Cinnamon）、香灰莉木（Tembusu）、非洲楝树（Khaya）和 陈爱丽丝与彼德学院（College of Alice & Peter Tan）。目前，已经有四座学院建成并开放入住（桂树学院Cinnamon College，香灰莉木学院Tembusu College，陈爱丽丝与彼德学院College of Alice & Peter Tan，以及研究生学院Graduate College），楝树学院Khaya College仍在建设中。

### 桂树学院
桂树学院（Cinnamon College）是大学城首批开放的本科生居住院校之一，是新加坡国立大学博学计划（University Scholar's Program）的主楼，在大学城开放后，博学计划由肯特岗校区搬迁至此。新加坡国立大学博学计划在行政上是新加坡国立大学的一个院系。此计划每年只招收180人，属于荣誉学位。博学计划的愿景是提供学生自由的学习目标，提供跨学科，跨学院的博学课程。博学计划的申请要经过成绩选拔，英语作文选拔以及面试等环节。录取的标准综合学生的学术潜能和课外活动成果，以及学生的激情，意志等方面指标。值得注意的是，博学计划不是奖学金计划，博学计划的本科生可以申请国立大学的奖学金或者其他的奖学金。除了专业文凭外，博学计划的学生毕业还将拿到博学计划的证书。现任院长是东亚历史学权威王赓武教授。
周边同时建有西叶学习楼（West Learning lobe），南叶学习楼（south learning lobe）以及一个多功能活动中心-Cinnamon Mutipurpose Hall。其中国大博学计划的办公室位于西叶学习楼。

### 香灰莉木学院
香灰莉木学院（Tembusu College）是大学城首批开放的本科生居住学院之一。住在这里的学生大多是本科生。新生进入新加坡国立大学可以同时申请入住此学院。但是申请非常具有竞争性，申请要经过英文作文以及面试等环节。一年只能容纳200到230人入住。Tembusu College提供5个跨学科课程。现任的学院院长是原新加坡大使，前联合国大使以及前国大法学院院长Prof. Tommy Koh。
周边同时建有西叶学习楼（west learning lobe）以及一个多功能活动中心-Tembusu Mutipurpose Hall。

### 陈爱丽丝与彼德学院
陈爱丽丝与彼德学院（college of Alice & Peter Tan）前称青龙木学院（Angsana College），是大学城第二批开放的本科生居住学院。已经于2012年8月迎接首批入住学生和教职员工。

### 思学院
思学院（Residential College 4）原名为楝树学院（Khaya College），是大学城第3批开放的本科生居住学院。于2014年8月迎接首批30名入住学生和教职员工，2015年8月正式搬迁于6 College Ave East，并在2016年8月接受了全员600名学生。

## 排名聲譽
新加坡国立大学在众多主要的大学排名里常年位列世界前30，亚洲三甲，新加坡第一：

### QS - 世界大學排名
- 2022年：世界第11位。
- 2023年：世界第11位。
- 2024年：世界第8位。
- 2025年：世界第8位[22]。

### QS - 亞洲大學排名
- 2013年：亞洲第2位。[23]
- 2014年：亞洲第1位。[24]
- 2015年，亞洲第1位。[25]
- 2016年，亞洲第1位。[26]
- 2017年，亞洲第1位。[27]
- 2018年，亞洲第2位。[28]
- 2019年，亞洲第1位。[29]
- 2020年，亞洲第1位。[30]
- 2021年，亞洲第1位。[31]

### 泰晤士高等教育 - 世界大學排名
- 2013年，世界第29位。
- 2014年，世界第26位。
- 2015年，世界第25位。
- 2016年，世界第26位。
- 2017年，世界第24位。
- 2018年，世界第22位。
- 2019年，世界第23位。
- 2020年，世界第25位。[32]
- 2021年，世界第25位。
- 2022年，世界第21位。
- 2023年，世界第19位。
- 2024年，世界第19位。
- 2025年，世界第17位。

### 泰晤士高等教育 - 世界最佳聲譽大學排名
- 2011年，世界第27位。
- 2012年，世界第23位。
- 2013年，世界第22位。
- 2014年，世界第21位。
- 2015年，世界第24位。
- 2016年，世界第26位。
- 2017年，世界第27位。
- 2018年，世界第24位。
- 2019年，世界第24位。
- 2020年，世界第24位。
- 2021年，世界第24位。
- 2022年，世界第19位。
- 2023年，世界第19位[33]。

### 世界大學學術排名
- 2024年，世界大學學術排名第68位。[34]

### 泰晤士高等教育 - 世界大學畢業生就業能力排名
- 2021年，世界第9位。
- 2022年，世界第8位。

## 研究
新加坡國立大學的主要研究重點包括生物醫學科學、物理科學、工程學、奈米科學、材料科學、資訊科技、人文學科、社會科學以及國防領域。

### 生物醫學工程
國大承擔的多個對新加坡具有戰略重要性的專項研究領域之一是生物工程。此領域的研究計畫包括生物影像、組織工程與組織調控。
該大學曾獲得蓋茲基金會的多項研究資助，研究領域涵蓋疫苗研發、水資源處理、醫療行動裝置、虹膜識別、合成抗體、結核病，以及亞洲各國對新冠疫情的政府應對等。

### 研究機構與中心
目前，新加坡國立大學設有21個大學層級的研究機構與中心（RICs），涵蓋多個領域。其中有四個研究中心被新加坡政府指定為卓越研究中心，分別是：新加坡癌症科學研究所、量子科技研究中心、生物力學研究所，以及功能智能材料研究所。
除了大學層級的研究機構外，國大也與其他大學合作成立研究中心與研究所。例如，「亞太物流研究中心」是國大與喬治亞理工學院合作成立的，專注於物流領域的研究與教育。「未來時代研究院」則是國大與美國聖路易華盛頓大學合作成立的跨大學研究中心，於2015年2月設立，是國大最近期成立的此類中心。

## 校友列表
- 哈莉瑪，新加坡前總統。
- 吴作栋，新加坡前总理。
- 何晶，新加坡第一夫人。
- 陈冯富珍，世界卫生组织（WHO）前总干事。
- 陈庆炎，新加坡前总统。
- 塞拉潘·纳丹，新加坡前总统。
- 本杰明·亨利·薛尔思，新加坡前总统。
- 马哈迪·莫哈末，马来西亚前首相。
- 敦阿都拉萨，马来西亚前首相。
- 茜蒂哈斯玛，马来西亚第一夫人。
- 林良实，马来西亚前交通部长。
- 卡巴星，马来西亚下议院议员。
- 沈志強，马来西亚财政部副部长。
- 郑立慷，马来西亚科学工艺与革新部部长。
- 林瑞莲，新加坡国会议员。
- 何明华，共青团福建省委前书记。
- 蔡南海，美国洛克菲勒大学终身教授。
- 杜进才，新加坡前副总理。
- 周俊成，新加坡航空行政总裁。
- 倪亦靖，新加坡国家科学院院士。
- 徐平，兰梅环保科技集团公司董事长。
- 陳奐仁，香港創作歌手。
- 欧萱，新加坡著名女演员。